# Novi Zeland
Novi Zeland je otočna država u jugozapadnom Tihom oceanu, jugoistočno od Australije. Sastoji se od dva veća otoka, Sjevernog i Južnog, te većeg broja manjih otoka. Na maorskom jeziku ime Novog Zelanda je Aotearoa, što u slobodnom prijevodu znači "zemlja dugog bijelog oblaka". Izvori navode i hrvatski naziv Nova Zelandija. Novi Zeland zastupa Kukove otoke i otočje Niue u pitanjima vanjskih poslova, i obavlja administraciju dominiona Tokelau.

## Povijest
Povijest Novog Zelanda relativno je kratka: on je zadnje naseljeno kopno na Zemlji. Prvi ljudi koji su se doselili na Novi Zeland bili su s prostora istočne Polinezije u 13. stoljeću. Polinežani su zemlju otkrili na svojim istraživačkim plovidbama, a kasnije su u malim grupama počeli dolaziti na otoke. Danas poznati kao Maori, u početku su bili podijeljeni u brojna plemena, sve do dolaska Europljana kada su im dali ime Maori što znači „obični“.
Nizozemski istraživač Abel Tasman otkrio je Novi Zeland 1642. godine. Tek poslije 127 godina, točnije 1769., James Cook je, stigavši do Novog Zelanda na svom prvom putovanju, napravio mapu oba otoka i vratio se u Veliku Britaniju s izvješćima o stanovnicima i o bogatstvima Novog Zelanda. Prve europske baze na Novom Zelandu bili su ogranci kitolovnih kompanija. Od 1839. do 1841. godine Novi Zeland bio je dio australske kolonije Novi Južni Wales. 1840. godine Maori su ustupili suverenitet Novog Zelanda Britancima u zamjenu za zaštitu njihove zemlje od Francuske koja ih je željela kolonizirati. Povremene borbe između plemena Maora i doseljenika oko prava na zemlju i trgovinu trajale su gotovo 20 godina, sve do 1860. kada su britanske snage uspjele suzbiti sav otpor Maora kolonijalnoj administraciji. Zlato je otkriveno sredinom 19. stoljeća na Južnom otoku i privuklo velik broj britanskih doseljenika.
Maorski poglavica Hone Heke pokrenuo je 1845. veliki ustanak protiv Britanaca koji je označio početak tkz. maorskih ratova koji će potrajati do 1872. Domoroci su bili poraženi te su izgubili većinu zemlje, a osim ratovima bili su desetkovani bolestima bijelih doseljenika.
Između 1860. i 1890. Novi Zeland našao se u teškoj gospodarskoj krizi zbog ratova s Maorima, smanjena iskapanja zlata te pada cijena vune i pšenice na svjetskom tržištu.  Ponovnom gospodarskom usponu pripomoglo je uvođenje brodova hladnjača 1882. koji su omogućili izvoz mesa, sira i maslaca u Veliku Britaniju. Godine 1891. na vlast dolazi Liberalna stranka i među prvima na svijetu provodi opsežni program socijalnih reformi (između ostaloga pravo glasa za žene 1893. i starosne mirovine 1898.).
Novi Zeland je 1907. odlukom britanskog parlamenta postao dominionom u okviru Britanskog Carstva. U Prvom svjetskom ratu više od 100.000 Novozelanđana borilo se na strani Velike Britanije. Zatim je Novi Zeland, kao proizvođača sirovina, jako pogodila svjetska gospodarska kriza (1929. – 34.).
Od 1935. do 43. na vlasti je bila Laburistička stranka koja je pobudila nov procvat gospodarstva i postavila temelje novozelandske socijalne države. U Drugom svjetskom ratu Novi Zeland ponovno sudjeluje na britanskoj strani i to otprilike sa 140.000 vojnika, a poslije rata jače se oslanja na SAD (sudjelovanje u korejskom i vijetnamskom ratu, osnivanje obrambenog pakta ANZUS 1951.). Budući da je Novi Zeland 1986. zabranio brodovima na nuklearni pogon ili s nuklearnim oružjem u svoje teritorijalne vode, ANZUS se 1987. raspao, a sve do danas Novi Zeland vodi izrazito antinuklearnu politiku.
Ulazak Velike Britanije u Europsku ekonomsku zajednicu 1973. jako je otežao pristup novozelandskih proizvoda na britansko tržište, tako da je Novi Zeland tada počinje tražiti nova tržišta, u prvom redu u Aziji. U 80-im godinama laburistička vlada je provela teške gospodarske reforme, slične onima Margaret Thatcher u Britaniji. Od 1990. do 1999. na vlasti je Narodna stranka, predsjednik vlade je Jim Bolger, a od 1997. Jenny Shipley. Godine 1999. na vlast dolaze laburisti na čelu s Helen Clark, ali 2008. Narodna stranka ih je porazila na izborima, a novi predsjednik vlade postaje John Key.
Novi Zeland je prva parlamentarna demokracija koja je omogućila glasovanje ženama i to 1893. godine. Punu neovisnost dobio je Westminsterskim statutom koji je donesen 1931., a službeno prihvaćen 1947.Za prava Maora, koja im dugo nisu bila zajamčena borio se pokret kojeg je predvodio Apirana Ngata.

## Politika
Novi Zeland je prema ustavu kojeg je 26. rujna 1907. izglasao britanski parlament parlamentarna monarhija u Commonwealthu i nema pisanog ustava. Međunarodni pravni status i državno uređenje temelji se na Westminsterskom statutu (11. 12. 1931.). Odredba da britanski parlament donosi zakone i za Novi Zeland ukinuta je tek ustavnim zakonom (Constitution Act) koji je stupio na snagu 1. siječnja 1987. Pravo glasa imaju svi novozelandski državljani stariji od 18 godina.
Na čelu vlasti nalazi se britanski kralj, kojeg na Novom Zelandu zastupa generalni guverner kojega on imenuje na prijedlog predsjednika novozelandske vlade. Generalni guverner formalni je nositelj izvršne vlasti i predsjeda Izvršnim vijećem (Executive Council). Članovi toga vijeća su predsjednik vlade, tj. vođa stranke s najviše mjesta u parlamentu i ministri koje imenuje generalni guverner na prijedlog predsjednika vlade. Stvarni nositelj izvršne vlasti je vlada, koju vodi predsjednik vlade.
Jednodomni Zatupnički dom (House of Representatives) ima 120 članova, koji se biraju na tri godine na općim izborima po proporcionalnom sustavu. Sedam zastupničkoh mjesta rezervirano je za Maore. Maorski zastupnici se biraju u pet posebnih izbornih jedinica koje obuhvaćaju cijelu državu, a biraju ih svi registrirani koji su polovično ili potpuno maorskog podrijetla.

## Zemljopis i klima
Novi Zeland smješten je u južnom dijelu Tihog oceana, otprilike 2000 km jugoistočno od Australije. Osim dva glavna otoka, Sjevernog (eng. North Island; 115.777 km²) i Južnog (eng. South Island; 151.215 km²), obuhvaća i nekoliko okolnih otoka i otočja: Stewartov otok (1746 km²), otočja Chatham (963 km²), Bounty (1,4 km²), Antipodes (62 km²), Auckland (606 km²) i Kermadec (34 km²) te otok Campbell (106 km²). 
Oko 1600 km dugačka i do 200 km široka "Zemlja dugog bijelog oblaka" smještena je na dodiru Pacifičke i Indoaustralske litosferne ploče, na kojem je nastalo mlado nabrano gorje Južnih Alpa i vulkanske pojave na Sjevernom otoku, a Novi Zeland često pogađaju potresi umjerene jačine. Uzduž južnog otoka proteže se više od 500 km dugačko mlado nabrano gorje, koje je na sjeverozapadnoj strani izgrađeno većinom od paleozojskih metamorfnih stijena, a na jugistočnoj strani od trijaskih i jurskih sedimentnih stijena. Na jugozapadu se 1000 do 1600 metara visoko gorje strmo uzdiže iznad teško dostupne vode, raščlanjene fjordovima (nacionalni park Fiordland). Središnji dio gorja zauzimaju Južne Alpe (Southern Alps) s najvišim vrhom Mount Cookom koji je sa svojih 3764 metra ujedno i najviši vrh Novog Zelanda. Visoko gorje jako je raščlanjeno, oblikovano je radom ledenjaka, a u njavišim dijelovima je zaleđeno. Najveći ledenjak je 27 km dugačak Tasmanov ledenjak (77 km²). Prema sjeveroistoku gorje se snižava i dijeli na niža gorja, među kojima su uz sjevernu obalu manje kotline.
Na zapadnoj strani otoka nalazi se uska obalna nizina (tj. Westland), na istočnoj obali 240 km dugačka i 70 km široka nizina (Canterbury Plains), sastavljena od niza prostranih plavina rijeka koje pritječu iz planina na sjeverozapadu. U višim dijelovima nalaze se slabije plodni šljunkoviti nanosi obrasli travom, a u nižim dijelovima prevladavaju plodnije pješčane i glinovite naplavine.
Sjeverni i Južni otok razdvaja 23 km širok Cookov prolaz koji je nastao poprečnim rasjedom tek u pliocenu. U jugoistočnom dijelu Sjevernog otoka uzduž obale sve do Istočnog rta nastavlja se mlado nabrano gorje s Južnog otoka, ali ono ovdje doseže visinu od samo 1600 do 1800 metara. Središnji dio otoka zauzima 1000 metara visoko vulkansko visočje sa živim vulkanima, gejzirima, blatnim vulkanima i vrućim izvorima. Nakon dugotrajnog mirovanja u rujnu 1995. ponovno je proradio vulkan Ruapehu (2797 m), a aktivni su i Tongariru (1981 m) te Ngauruhoe (2291 m). Prema zapadu i sjeveru visočje prelazi u niža pobrđa s ugaslim vulkanima i starijim izljevima lave te širokim riječnim dolinama. Na krajnjem sjeverozapadu uzdiže se ugasli vulkan Mount Agmont (2519 m). Stewartov otok koji od Južnog otoka dijeli 24 km širok Foveauxov prolaz ima vrlo razvedenu obalu, a u unutrašnjosti prevladava od 900 metara visoko pobrđe. I ostala otočja istočno i južno od dvaju glavnih otoka (Auckland, Antipodes, Bounty i Chatham), te otok Campbell brdovitih su i razvedenih obala. Otočje Kermadec, 1000 km sjeveroistočno od Sjevernog otoka, vulkanskog je postanka (aktivan vulkan na otoku Raoulu).
U Novom Zelandu se nalazi mjesto s jednim od najdužih imena na svijetu, brijeg visok oko 305 m zove se Taumatawhakatangihangakoauauotamateapokaiwhenuakitanatahu.
U sjevernom dijelu Sjevernog otoka prevladava suptropska klima s blagim zimama i toplim ljetima te jednakomjerno raspoređenim padalinama cijele godine (oko 1200 mm). Preostali dijelovi Novog Zelanda imaju umjerenu toplu oceansku klimu koja na krajnjem jugoistoku već prelazi u subantarktičku. Velike su klimatske razlike između zapadne strane Južnog otoka koja je izložena vjetrovima, s kišovitim i oblačnim vremenom (2000 do 7500 mm padalina godišnje) i istočne, zavjetrinske strane s 500 do 900 mm padalina te mnogo više sunčanog vremena.

## Administrativna podjela
12 regionalnih vijeća (takiwā): N = Sjeverni otok; S = Južni otok
- Auckland (Tāmaki-makau-rau) N
- Bay of Plenty (Te Moana a Toi Te Huatahi) N
- Canterbury (Waitaha) S
- Hawke's Bay (Te Matau a Māui) N
- Manawatu-Wanganui (Manawatu Whanganui) N
- Northland (Te Tai tokerau) N
- Otago (Ō Tākou) S
- Southland (Murihiku) S
- Taranaki Taranaki N
- Waikato (Waikato) N
- Wellington (Te Whanga-nui-a-Tara) N
- West Coast (Te Taihau ā uru) S

4 distrikta
- Gisborne Distrikt (Tūranga nui a Kiwa) N
- Marlborough Distrikt S
- Nelson City (Whakatū) S
- Tasmanijski Distrikt S[3]

1 specijalni otočni teritorij
- Chatham Islands Territory (Wharekauri)

## Gospodarstvo
Novi Zeland je kroz svoju povijest imao visok životni standard i stabilno gospodarstvo koje se prije svega temeljilo na snažnoj povezanosti s Velikom Britanijom u koju je Novi Zeland izvozio poljoprivredne proizvode. Novozelandsko se gospodarstvo oslanjalo na mali broj primarnih proizvoda kao što su vuna, meso i mliječni proizvodi, a visoka potražnja za ovim proizvodima jamčila je gospodarski prosperitet. Međutim, Velika Britanija je 1973. postala članicom Europske ekonomske zajednice čime je novozelandskim proizvodima znatno otežan pristup na britansko tržište. Drugi čimbenici kao što je naftna kriza tijekom 1970-ih izrazito su negativno utjecali na novozelandsko gospodarstvo smanjivši mu konkurentnost. Novi Zeland je do 1973. imao viši životni standard nego Australija i Zapadna Europa, ali su ovi događaji prouzrokovali dugu i vrlo tešku gospodarsku i društvenu krizu u kojoj je Novi Zeland morao pronaći nova tržišta. U to je vrijeme Novi Zeland počeo zaostajati za Australijom i Zapadnom Europom da bi do 1982. bio najsiromašnija razvijena zemlja.
Od 1984. nekoliko uzastopnih vlada je započelo s provedbom bitnih makroekonomskih reformi koje su pretvorili Novi Zeland u liberalno i slobodno gospodarstvo. Vlada je 1980-ih godina morala smanjiti javnu potrošnju te, povezano s tim, i opseg socijalnih i ostalih pogodnosti, ukinuti većinu uvoznih i drugih ograničenja i pokrenuti privatizaciju većine državnih poduzeća. Glavni ciljevi Novog Zelanda su sklapanje sporazuma o slobodonoj trgovini i razvoj gospodarstva temeljenog na znanju. Neke od gospodarskih poteškoća s kojima je Novi Zeland danas suočen su: visok deficit (7 % BDP-a), spor rast izvoza usluga i nedovoljan porast produktivnosti. Novi Zeland je od 1970-ih zahvatilo nekoliko valova odljeva mozgova, a mladi i obrazovani radnici su većinom odlazili u Australiju i Veliku Britaniju. Novi Zeland je, međutim, u posljednjih nekoliko godina pokrenuo ambiciozan program useljavanja koji je privukao obrazovane profesionalce iz Azije, ali i Europe.

### Poljoprivreda
Na Novom Zelandu ima 406 000 ha njiva i trajnih nasada (1,5 % površine) te 13,63 mil. ha travnjaka i pašnjaka (50,6 % površine), a prevladavaju velike specijalizirane farme u privatnom vlasništvu. Najvažnije je stočarstvo, prije svega mesno i mliječno govedarstvo (9,46 mil. grla) i ovčarstvo (45,68 mil. grla, 5. na svijetu). U ovčarstvu je najvažnija proizvodnja vune, a Novi Zeland je 3. najveći svjetski proizvođač vune. Novi Zeland je ujedno i najveći izvoznik janjećeg i ovčjeg mesa, a ovčje su farme rapoređene po cijeloj zemlji.
Za razliku od stočarstva, poljodjelstvo je izrazito usmjereno na domaće tržište, pogotovo u nizini Canterbury na Južnom otoku gdje se uzgajaju žitarice (ječam, pšenica, kukuruz, zob) te krumpir i povrće, a u manjoj mjeri hmelj, duhan i uljana repica.
Na Sjevernom otoku jako je rašireno voćarstvo, prije svega uzgajaju se jabuke, marelice, breskve, šljive, nektarine, naranče, limun i kivi, a brzo se širi i vinogradarstvo.

## Etnografija
Prema podacima s početka 21. stoljeća maorskim u svakodnevnom životu kao materinskim jezikom govori oko 30 000 ljudi (4.2 % od ukupnoga novozelandskog stanovništva), a 150 000 njime povremeno govori te ga razumije.
Popis Maorskih plemena /Te iwi plemena prema maorskoj Wikipediji/ (populacija 2000.):
Ati Awa (Te Ati Awa), Kati Mamoe (Ngati Mamoe), Moriori (585), Muaupoko (1,836), Nga Rauru (Ngati Rauru; 3,090), Nga Ruahine (3,228), Nga Ruanui, Nga Tai (Ngāi Tai, Ngati Tai), Ngāi Tahu (Ngai Tahu, Kāi Tahu; 39,180), Ngai Tai (Nga Tai, Ngati Tai; 2,022), Ngai Takoto (489), Ngai Tamanuhiri (Ngati Tamanuhiri; 1,173), Ngai te Rangi (9,561), Ngapuhi (102,981), Ngapuhi ki Whaingaroa-Ngati Kahu ki Whaingaroa (1,965), Ngarauru, Ngaruanui, Ngaterangi, Ngati Akarana (5,892), Ngati Apa (3,021), Ngati Awa (13,044), Ngati Hako (924), Ngati Hau, Ngati Haua (? 6,400), Ngati Hauiti (1,002), Ngati Hei (363), Ngati Huia, Ngati Kahu (6,957), Ngati Kahungunu (51,552), Ngati Koata (765), Ngati Kuia (1,224), Ngati Kuri (4,647), Ngati Mahuta, Ngati Mamoe (2,262), Ngati Manawa (1,542), Ngati Maniapoto (27,168), Ngati Maru (? 4,700), Ngati Mutunga (2,652), Ngati Paoa (2,397), Ngati Pikiao (5,022), Ngati Poneke, Ngati Porou (61,701), Ngati Pukenga (1,137), Ngati Pukenga ki Waiau (273), Ngati Rahiri Tumutumu (93), Ngati Ranginui (6,120), Ngati Ranginui (6,120), Ngati Rangiteaorere (177), Ngati Rangitihi (1,041), Ngati Rangiwewehi (1,551), Ngati Rarua (699), Ngati Raukawa (? 24,000), Ngati Rauru (Nga Rauru), Ngati Ruanui (5,286), Ngati Ruapani, Ngati Tahu (1,209), Ngati Tai (Nga Tai, Ngai Tai; 177), Ngati Tama (1,764), Ngati Tamanuhiri (Ngai Tamanuhiri), Ngati Tamatera (1,866), Ngati Tara Tokanui (330), Ngati Te Ata, Ngati Toa/Ngati Toarangatira (4,491), Ngati Tutekohe, Ngati Tuwharetoa (29,301), Ngati Wai (3,966), Ngati Whakaue (5,061), Ngati Whanaunga (399), Ngati Whare (690), Ngāti Whātua (12,105), Pakakohi (408), Patukirikiri (60), Poutini, Rangitane (4,401), Rongo Whakaata (3,612), Rongomaiwahine (Mahia; 2,322), Tangahoe (261), Tapuika (1,050), Taranaki (5,940), Tarawhai (114), Te Aitanga-a-Hauiti, Te Aitanga-a-Mahaki (4,365), Te Arawa, Te Ati Hau Nui-A-Paparangi (8,820), Te Atiawa (17,445), Te Aupouri (7,848), Te Kawerau (228), Te Rarawa (11,526), Te Roroa (966), Te Uri-o Hau (732), Tuhoe (29,259), Tuhourangi (1,617), Uenuku-Kopako (174), Uenuku-Kopako  (174), Waikato (35,781), Waitaha (? 1,800), Whakatohea (9,948), Whanau-a-Apanui (9,951).

## Stanovništvo
- Rodnost (2003.):14 ‰
- Smrtnost (2003.):7 ‰
- Očekivana životna dob (2003.): 79 godina

Narodnosni sastav (sastav prema rasnoj pripadnosti) (2001.):
- Bijelci (pretežno europskoga podrijetla) 80 %,
- Maori 15 %, uključujući Maore Cookovog Otočja

Vjerski sastav(2001.):
- ateisti 27,5 %,
- protestanti 17,9 %,
- rimokatolici 13 %,

Pismenost(2003.):
- muškarci 100 %
- žene 100 %

Stupanj urbanizacije (udio gradskog stanovništva) (2003.): 86 %
Nagli porast broja stanovnika u 20. stoljeću bio je u prvom redu posljedica doseljavanja, u početku iz Europe, u prvom redu Velike Britanije, a poslije 1960. iz Oceanije (1908. Prirodni priraštaj opada zbog smanjenja nataliteta; kod Maora on je viši nego kod bijelaca. Većinu stanovništva čine bijelci (74 %), ostali su Maori (15 %) i drugi Polinežani (6 %) te Azijci (5 %, prije svega Kinezi i Indijci). Prilikom dolaska prvih Europljana na Novom je Zelandu živjelo oko 250 000 Maora. Zbog bolesti i ratova njihov se broj do 1896. smanjio na 42 000, a potom se ponovno počeo povećavati. Maorskim jezikom svakodnevno govori oko 50.000 ljudi. Prema popisu iz 1991. bilo je 87 % stanovnika rođenih na Novom Zelandu. Doseljenika je bilo najviše iz Velike Britanije i Irske (239 000), Australije (49 000), Nizozemske (24 000), Samoe (43 000) i s Cookovih otoka (15 000). Prema popisu stanovnika izvršenom 2001. godine na Novom Zelandu živi ukupno 2502 Hrvata. Prilikom izjašnjavanja etničke pripadnosti stanovnici Novog Zelanda mogli su se izjasniti i kao pripadnici nekoliko različitih etničkih skupina, a zanimljiv je podatak o 297 osoba koje su se izjasnile kao Dalmatinci.

## Galerija
- Nacionalni park Abel Tasman
- Baldwin Street u Dunedinu, najstrmija ulica na svijetu
- Jezero Rotorua
- Pōhutu u blizini Rotorue, najveći gejzir na južnoj polutci
- Unutrašnjost Crkve svetog Petra u Queenstownu
- Katedrala u Nelsonu
- Pogled na Wellington iz utočišta za divlje životinje Karori, poznatog i kao Zealandia
- Željeznički kolodvor u Dunedinu
- Plaža na poluotoku Otago, u blizini Dunedina
- Novozelandske šume
- Krajobraz u blizini jezera Taupō